# Wczasy
Wczasy – zorganizowany wypoczynek wakacyjno-urlopowy w okresie Polskiej Rzeczypospolitej Ludowej, dla pojedynczych osób bądź rodzin, oparty na zasadach turystyki zbiorowej.

## PRL

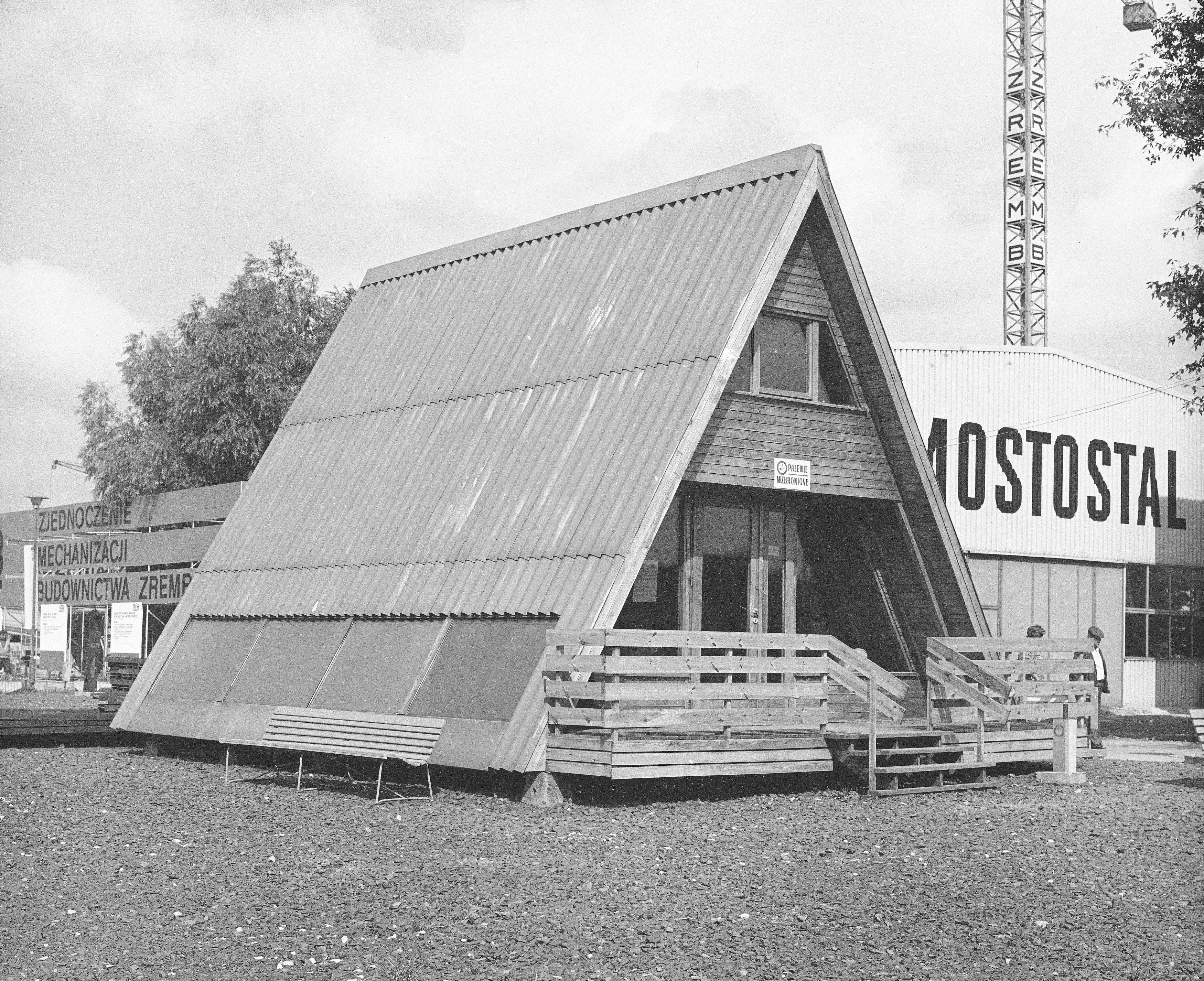
Domki Brda były często wykorzystywanym elementem zabudowy ośrodków wypoczynkowych

Organizatorem wczasów były zakłady pracy. Wczasowicze mieszkali w domkach kempingowych lub ośrodkach wypoczynkowych, często wykorzystujących w zabudowie np. domki letniskowe Brda. Pokoje były najczęściej kilkuosobowe i pozbawione luksusów, w tym dostępu do prądu elektrycznego oraz bieżącej wody czy kanalizacji. Wczasowiczom oferowano jednak pełne wyżywienie, najczęściej w jadłodajni, będącej częścią ośrodka wczasowego.
Czas wolny wczasowicze spędzali według własnego upodobania, choć mieli również organizowane imprezy i wycieczki. Nad ich przebiegiem czuwał instruktor kulturalno-oświatowy zwany potocznie „kaowcem”, zajmujący się aktywizacją wypoczywających. Rekord uczestnictwa w tej formie wypoczynku zanotowano w roku 1978, kiedy to z wczasów pracowniczych skorzystało 4,5 miliona Polaków. Dla większości wypoczynek w kraju nie miał alternatywy z racji utrudnień związanych z wyjazdem zagranicznym. Dopiero w latach 80. XX w. popularne stawały się wyjazdy do innych krajów, głównie tzw. demoludów, w tym m.in. do Bułgarii, Czechosłowacji lub Jugosławii.

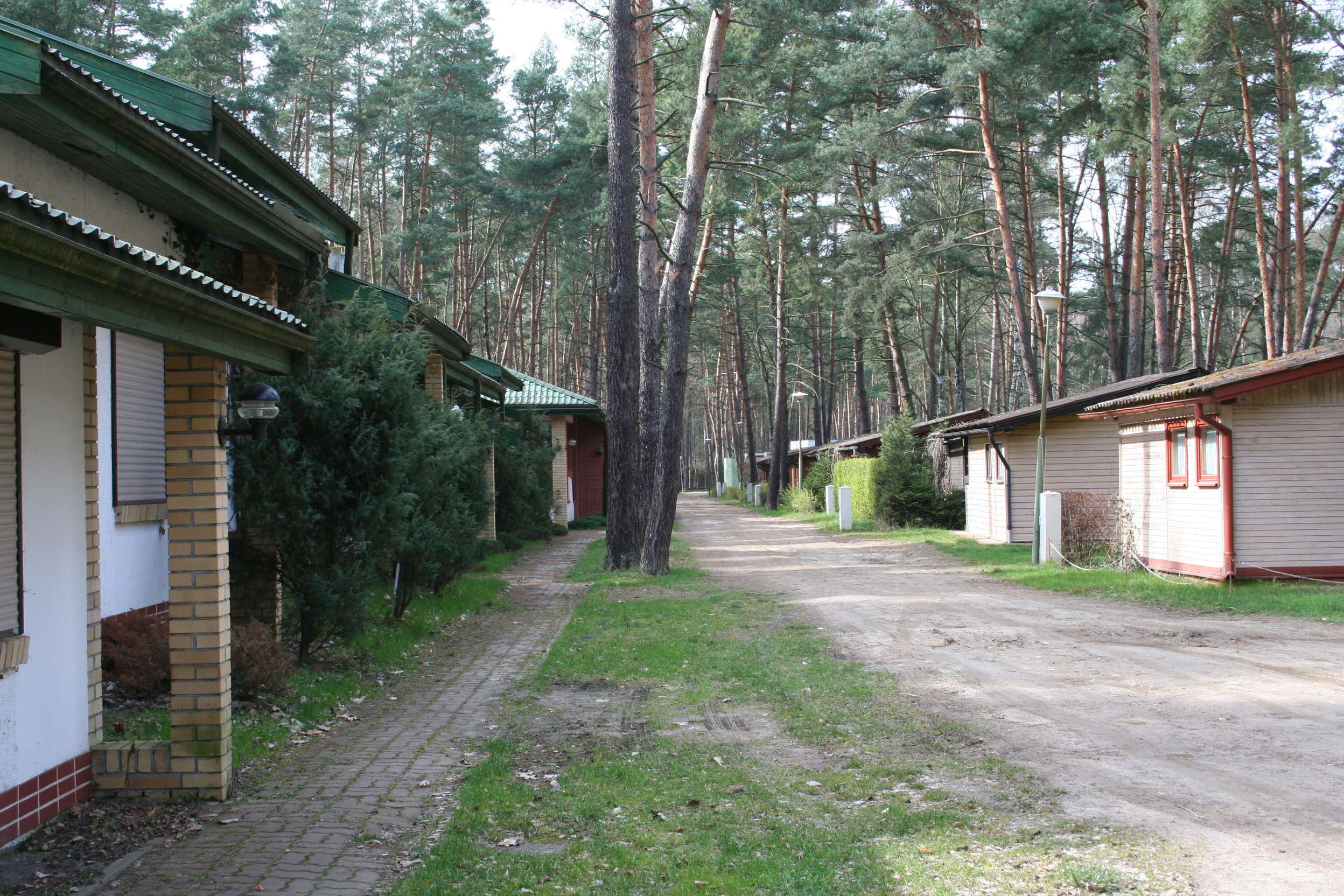
Ośrodek wczasowy w Sierakowie

Głównym organizatorem wczasów był powołany w roku 1949 Fundusz Wczasów Pracowniczych, posiadający domy wczasowe w często atrakcyjnych miejscowościach podgórskich lub nadmorskich, np. Zakopanem czy Międzyzdrojach. Ponadto przygotowywano wypoczynek dla dzieci i młodzieży, głównie w formie kolonii oraz obozów harcerskich, organizowanych także na terenach wiejskich; młodzież nocowała wówczas w budynkach szkolnych.
Oferta FWP nie była sprzedawana zainteresowanym na zasadach komercyjnych; ubiegający się o miejsce musieli mieć skierowanie wydane najczęściej przez ich zakład pracy. Pracownik również nie dostawał skierowania automatycznie, a przechodził proces weryfikacji; uprzywilejowane miejsce mieli np. członkowie PZPR. Jako że skierowania na wczasy były towarem deficytowym, ich uzyskanie wiązało się nierzadko z nieprawidłowościami, np. korupcją lub wykorzystywaniem znajomości. Wczasowicze mieli także możliwość zorganizowania wyjazdu, np. na wieś, własnym sumptem. Zakłady pracy dofinansowywały taki rodzaj wypoczynku w formie tzw. „wczasów pod gruszą”.
W drugiej połowie lat 60. XX wieku FWP dysponował około pół milionem miejsc w ok. 53 tys. ośrodków w 116 miejscowościach w kraju.

## Nawiązania w kulturze
- W roku 1965 Janusz Sent skomponował popularny przebój Jesteśmy na wczasach wykonywany przez Wojciecha Młynarskiego[7].